# اتاق تجارت تهران
اتاق تجارت تهران مرکز و نهادی برای رسیدگی به امور بازرگانان ایرانی بود. این اتاق در ۱۶ مهر ۱۳۰۵ خورشیدی در بازار تهران تأسیس گردید. نخستین و آخرین رئیس این اتاق پیش از انقلاب ۱۳۵۷ به ترتیب محمدحسین امین‌الضرب و عنایت بهبهانی بودند. پس از انقلاب ۱۳۵۷ اتاق به عنوان اتاق بازرگانی و صنایع و معادن ایران تغییر نام داد. در بدو تأسیس هیئت نمایندگان آن حاج میرزا ابوطالب اسلامیه، میرزا عبدالحسین نیک‌پور، فقیه‌التجار، آقا میرزا محمدعلی محلوجی و آقا شیخ حسین حریری بودند.

## رئیسان
- محمدحسین امین‌الضرب: (۱۳۰۶–۱۳۱۱)
- حبیب‌الله امین‌التجار: (۱۳۱۱–۱۳۱۲) اقدام مهم وی در انحصار کشیدن صدور تریاک در کل ایران به مدت سه سال بود.
- عبدالحسین نیک‌پور: (۱۳۱۲–۱۳۳۵) اقدامات وی انتشار نشریه مرتب و مستقل، تأسیس بیمارستان خیریه، تأسیس خیریه مستمر بازرگانان و همکاری با بانک‌ها و بیمه‌ها.
- ابوالحسن صادقی: (۱۳۳۵–۱۳۳۶)
- جمال‌الدین قطب: (۱۳۳۶–۱۳۴۲)
- محمد خسروشاهی: (۱۳۴۲–۱۳۴۹) تأسیس ساختمان جدید اتاق بازرگانی تهران (ساختمان فعلی اتاق بازرگانی و صنایع و معادن ایران)
- علی اکبر محلوجی: (۱۳۴۹–۱۳۵۳)
- عنایت بهبهانی: (۱۳۵۳–۱۳۵۷)